# Dimoni de Maxwell

Esquema del dimoni de Maxwell

El dimoni de Maxwell, també conegut com a paradoxa de Maxwell, és una paradoxa teòrica o experiment mental que pren el nom d'una criatura imaginària ideada el 1867 pel físic escocès James Clerk Maxwell, per il·lustrar la segona llei de la termodinàmica. Aquesta llei, segons una de les seves formulacions, prohibeix que entre dos cossos a diferent temperatura es pugui transmetre calor del cos fred al cos calent. La segona llei també es coneix amb la formulació: "En un sistema aïllat, l'entropia no decreix".
Tenint en compte que la temperatura s'interpreta com la vibració de les partícules (com més vibració, més temperatura), Maxwell imaginà un "dimoni" que seria una criatura capaç d'actuar a nivell molecular seleccionant molècules calentes i molècules fredes separant-les. El nom de "dimoni" es creu que fa referència a un joc de cartes que consistia a ordenar cartes vermelles i negres de la baralla francesa, de manera anàloga al propòsit de separar molècules fredes i calentes.
Si en dos recipients que contenen una mescla de dos gasos amb diferent calor específica, comunicats per una porta governada pel dimoni, aquest fos capaç de fer la separació de molècules d'un gas, deixant passar les molècules més ràpides, tindria els dos recipients amb temperatures diferents. Si després obrís la porta i fes que es tornessin a barrejar, això faria canviar el volum dels recipients. Obtenint un treball d'aquest moviment per mitjà d'un èmbol, es podria aconseguir una màquina tèrmica que convertís l'energia d'agitació tèrmica en treball amb un rendiment del 100%. Cosa que suposaria disminuir l'entropia del sistema, "vulnerant" la segona llei de la termodinàmica.
Una de les possibles solucions donades a aquesta aparent paradoxa fou la donada per Leó Szilárd, el 1929, i més tard per Léon Brillouin. En la vida real, el dimoni de Maxwell necessitaria algun mitjà per a mesurar la velocitat molecular, i l'acte d'aconseguir la informació per triar les partícules gastaria certa quantitat d'energia. Com que el dimoni i el gas estan interaccionant, en el sistema s'han de considerar conjuntament. La despesa d'energia del dimoni causarà un augment de la seva entropia, que serà major que la que disminuirà en el gas, de manera que en conjunt no es vulneraria la segona llei.
La paradoxa de Maxwell ha suscitat una extensa investigació en els aspectes fonamentals de la termodinàmica i la teoria de la informació.

## En la literatura
El conte "Expedició sexta, o com Trurl i Clapauci van crear un dimoni de segona classe per a vèncer el pirata Morros" de Stanislaw Lem, dins del volum Ciberíada, és una paròdia del dimoni de Maxwell des d'un punt de vista filosòfic. Els constructors creen un dimoni de segona classe, que destil·la informació a partir dels moviments a l'atzar de les molècules d'un gas.
El dimoni de primera classe seria el de Maxwell, que separa molècules fredes i calentes, que els constructors troben molt menys interessant. Però resulta que la majoria d'informació triada, tot i que veraç, és irrellevant, i el pirata Morros acaba ofegat per un munt de cintes impreses plenes d'informació inútil.
Si entenem informació com "el que redueix la incertesa", és a dir, les dades elaborades i triades que resulten rellevants per a resoldre un problema o prendre una decisió, es podria dir més aviat que el dimoni de segona classe de Lem genera dades, no pas informació. Una relectura actual del conte de Lem fa pensar òbviament en el web.